# قرار مجلس الأمن التابع للأمم المتحدة رقم 2507
قرار مجلس الأمن التابع للأمم المتحدة رقم 2507، المعتمد في 31 يناير 2020.
امتنعت الصين وروسيا عن التصويت.

## روابط خارجية
- نص القرار في undocs.org